# Salignac (Gironde)
Pour les articles homonymes, voir Salignac.
Salignac (Salinhac en gascon) est une ancienne commune du sud-ouest de la France, située dans le département de la Gironde en région Nouvelle-Aquitaine.
Le 1er janvier 2016, elle est devenue une commune déléguée au sein de la commune nouvelle de Val de Virvée.
Ses habitants sont appelés les Salignacais.

## Géographie
La commune déléguée de Salignac, traversée par le 45e parallèle nord, est de ce fait située à égale distance du pôle Nord et de l'équateur terrestre (environ 5 000 km).
Commune de l'aire urbaine de Bordeaux située dans le Cubzaguais.

### Communes limitrophes
| Gauriaguet            | Marsas              | Marcenais              |
| Aubie-et-Espessas     | Salignac            | Saint-Genès-de-Fronsac |
| Saint-André-de-Cubzac | La Lande-de-Fronsac | Mouillac, Vérac        |

## Héraldique
| Blason de {{{commune}}} | Blason  | D'or au demi-pal de gueules et flanqué de deux demi-pals du même, le tout mouvant du chef. |
| Blason de {{{commune}}} | Détails | Le statut officiel du blason reste à déterminer.                                           |

## Politique et administration
Avant le redécoupage départemental de 2014, Salignac était rattachée à l'ex-canton de Saint-André-de-Cubzac. Depuis, il fait partie du canton Le Nord-Gironde.

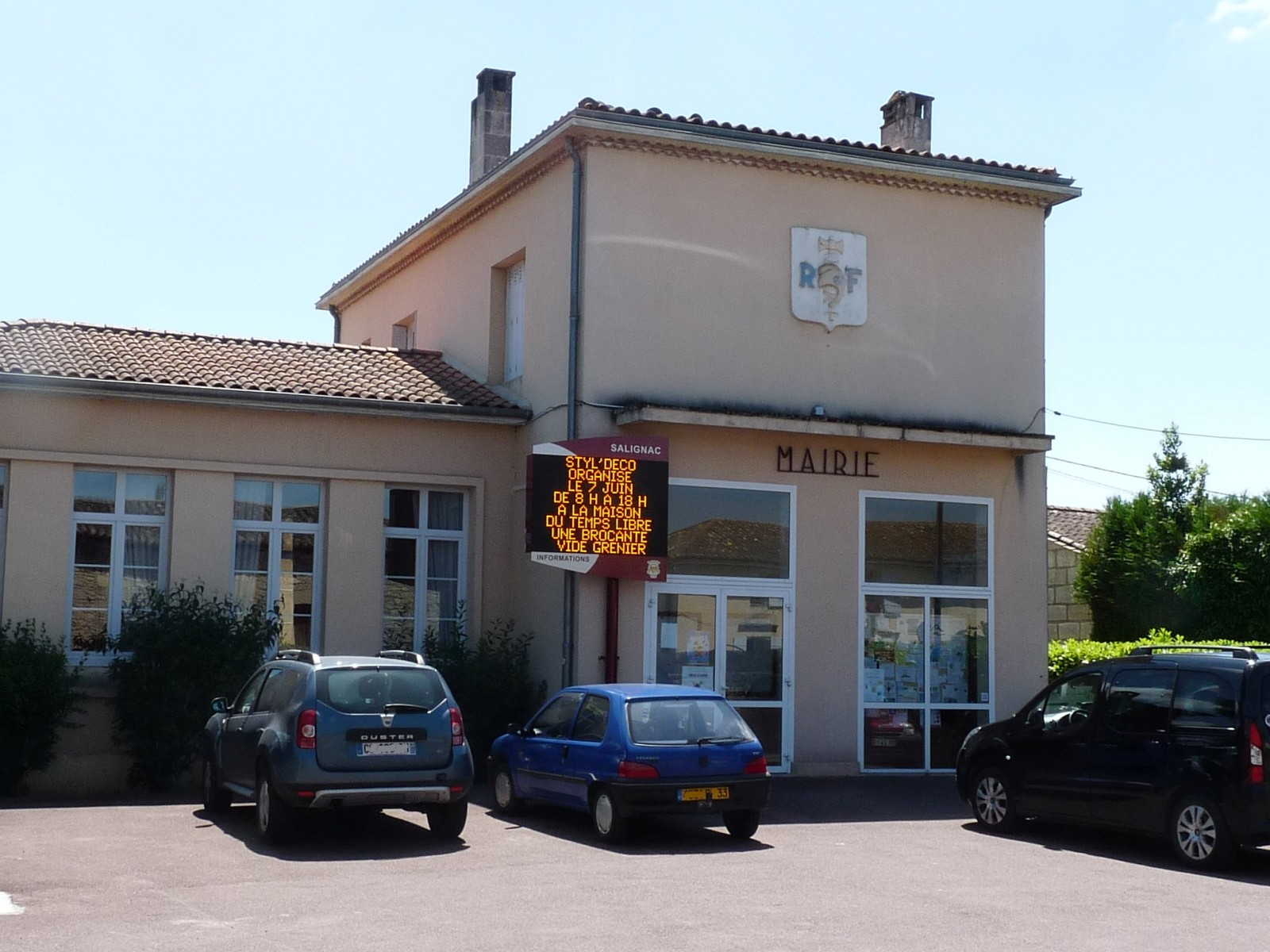
La mairie

| Période                                  | Période          | Identité            | Étiquette | Qualité |
| ---------------------------------------- | ---------------- | ------------------- | --------- | ------- |
| Les données manquantes sont à compléter. |                  |                     |           |         |
| ?                                        | ?                | Jean-Pierre Février |           |         |
| mars 2001                                | 31 décembre 2015 | Armand Mercadier    | PRG       |         |

## Économie

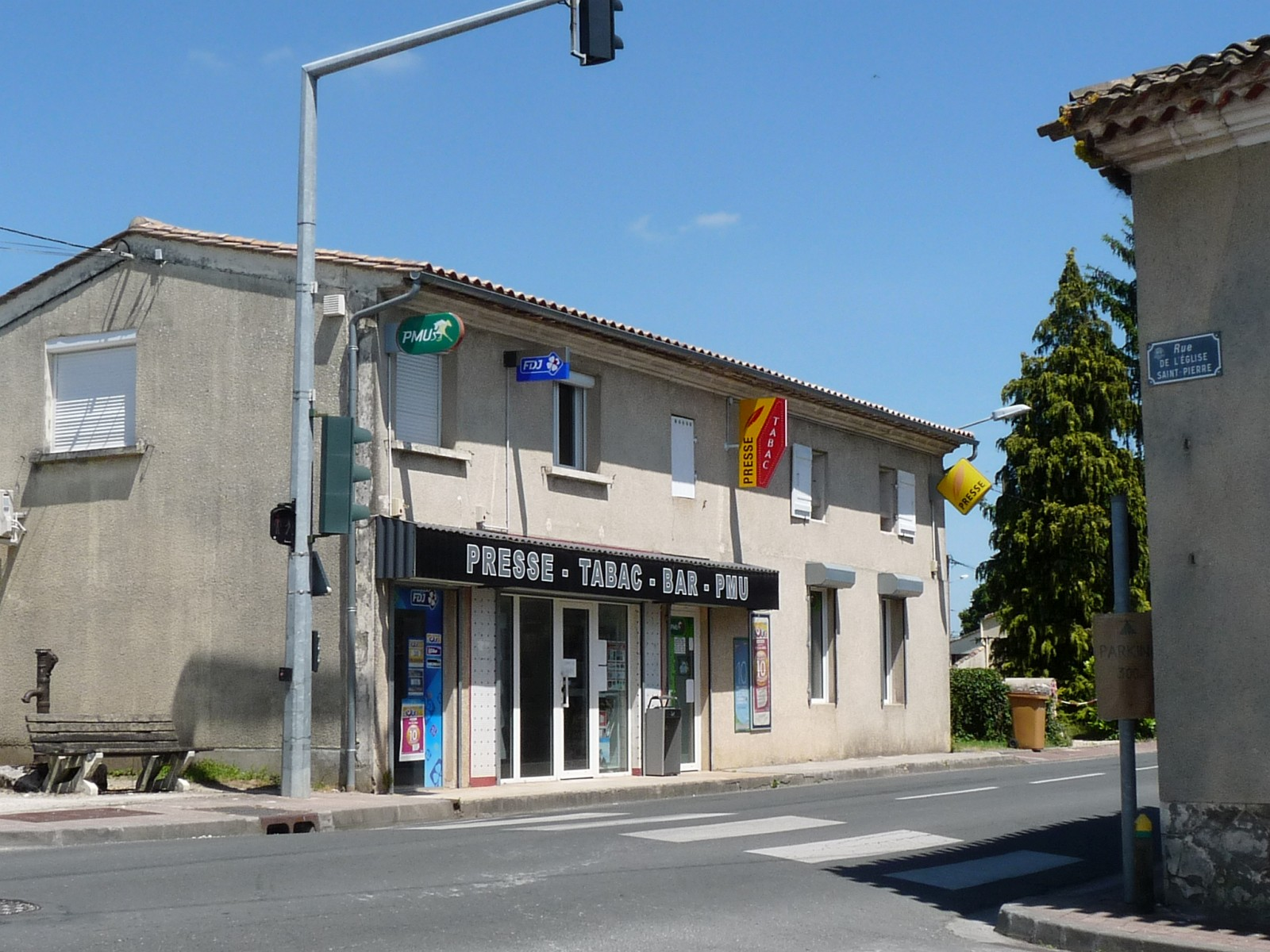
Bar-tabac-presse

## Démographie
L'évolution du nombre d'habitants est connue à travers les recensements de la population effectués dans la commune depuis 1793. À partir du 1er janvier 2009, les populations légales des communes sont publiées annuellement dans le cadre d'un recensement qui repose désormais sur une collecte d'information annuelle, concernant successivement tous les territoires communaux au cours d'une période de cinq ans. 
Pour les communes de moins de 10 000 habitants, une enquête de recensement portant sur toute la population est réalisée tous les cinq ans, les populations légales des années intermédiaires étant quant à elles estimées par interpolation ou extrapolation. Pour la commune, le premier recensement exhaustif entrant dans le cadre du nouveau dispositif a été réalisé en 2008,.
En 2013, la commune comptait 1 666 habitants, en évolution de +24,98 % par rapport à 2008 (Gironde : +6,37 %, France hors Mayotte : +2,49 %).
| 1793  | 1800  | 1806  | 1821 | 1831  | 1836 | 1841 | 1846 | 1851 |
| ----- | ----- | ----- | ---- | ----- | ---- | ---- | ---- | ---- |
| 1 019 | 1 059 | 1 005 | 999  | 1 138 | 976  | 986  | 993  | 934  |

| 1856 | 1861 | 1866 | 1872 | 1876 | 1881 | 1886 | 1891 | 1896 |
| ---- | ---- | ---- | ---- | ---- | ---- | ---- | ---- | ---- |
| 962  | 967  | 968  | 958  | 955  | 959  | 946  | 890  | 891  |

| 1901 | 1906 | 1911 | 1921 | 1926 | 1931 | 1936 | 1946 | 1954 |
| ---- | ---- | ---- | ---- | ---- | ---- | ---- | ---- | ---- |
| 831  | 840  | 800  | 788  | 733  | 771  | 697  | 712  | 681  |

| 1962 | 1968 | 1975 | 1982 | 1990  | 1999  | 2008  | 2013  | - |
| ---- | ---- | ---- | ---- | ----- | ----- | ----- | ----- | - |
| 659  | 673  | 649  | 941  | 1 188 | 1 134 | 1 333 | 1 666 | - |

## Équipements, services et vie locale

### Enseignement
Salignac compte une école maternelle et une école primaire.

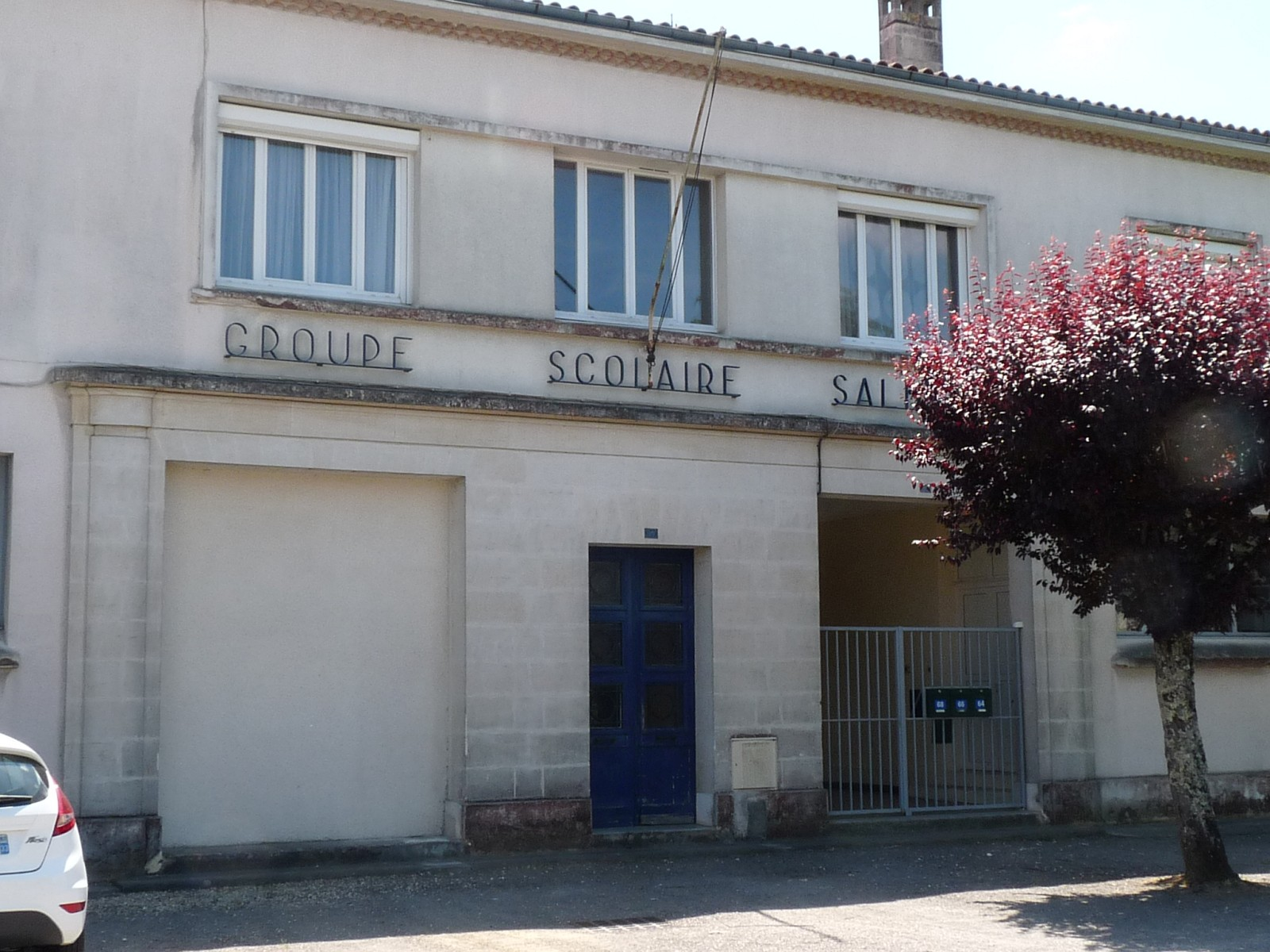
L'école primaire
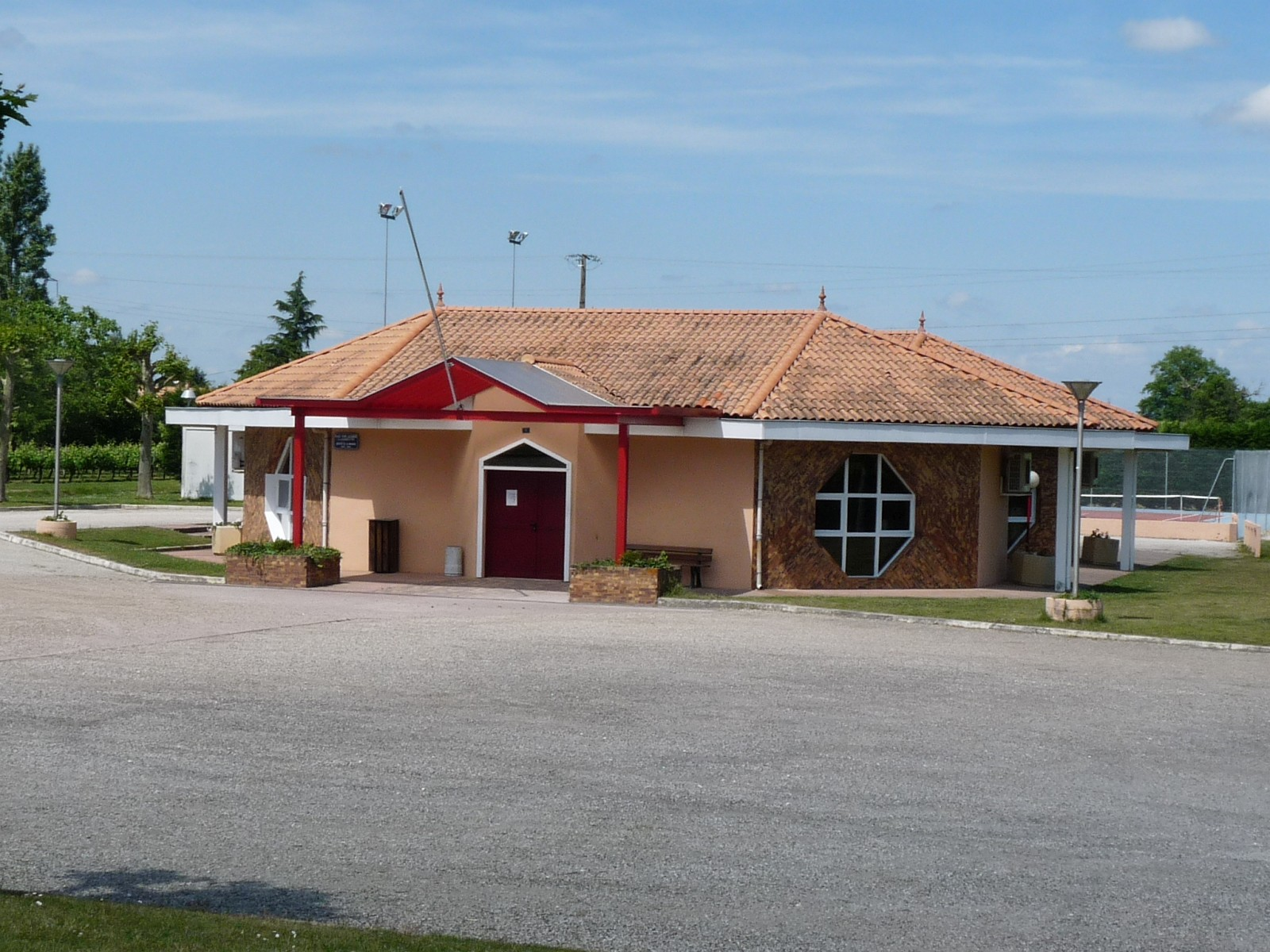
Salle des fêtes

## Lieux et monuments
- Église paroissiale Saint-Pierre : église de style roman inscrite aux monuments historiques en 2005[9].

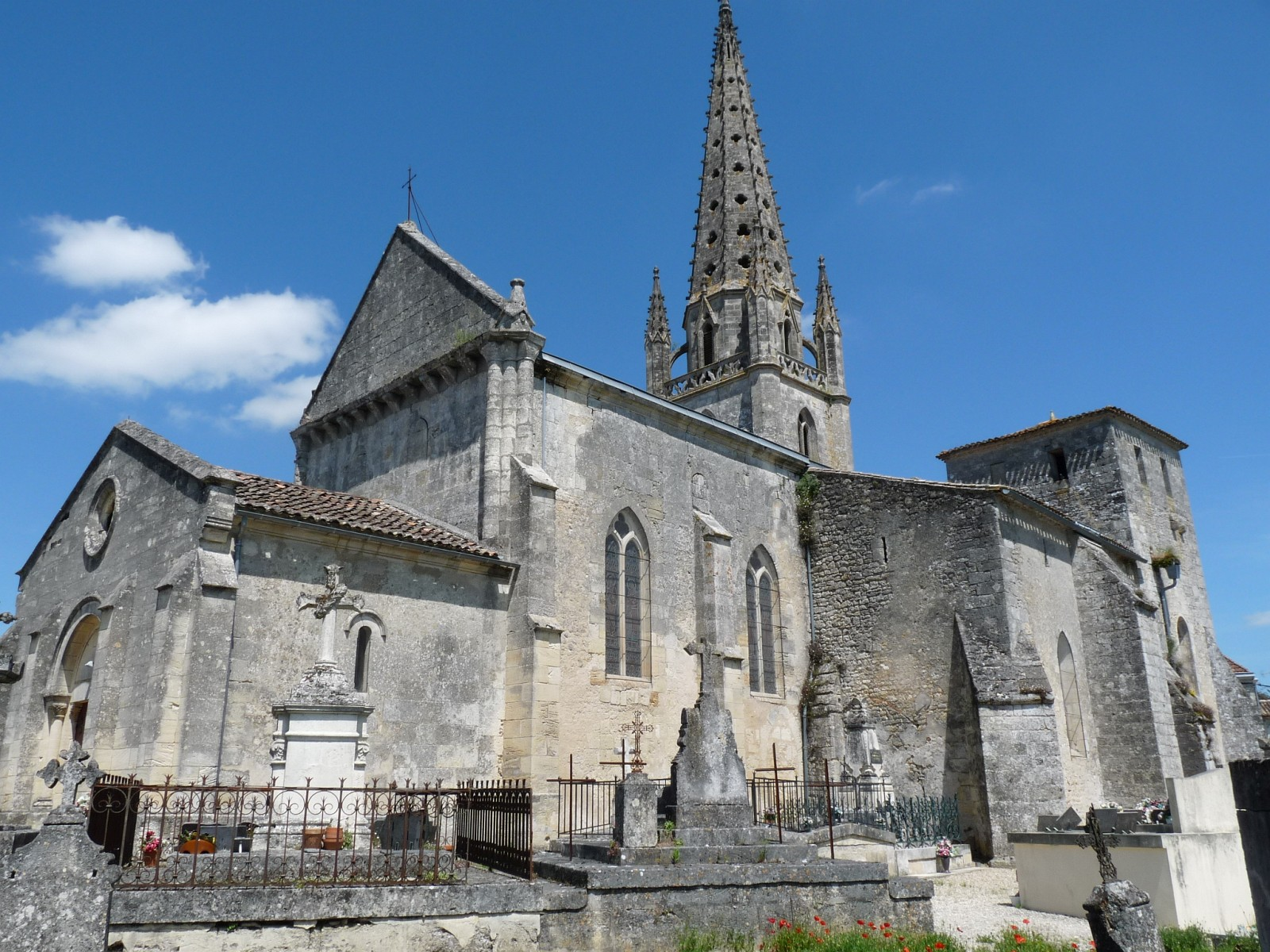
L'église Saint-Pierre
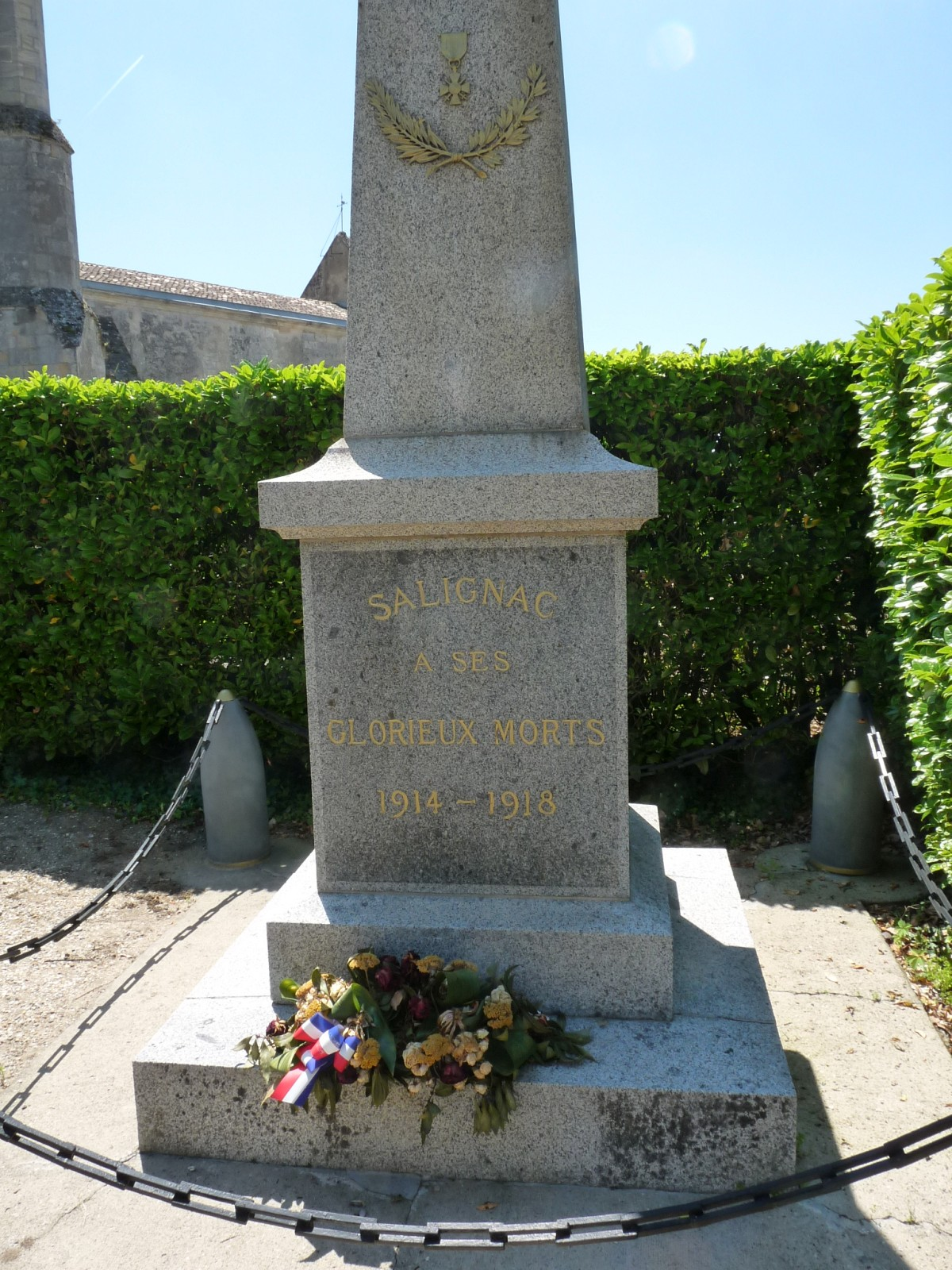
Monument aux morts